# دانيال جاي كيلهير
دانيال جاي كيلهير (بالإنجليزية: Daniel J. Kelleher)‏ هو محامي أمريكي، ولد في 5 فبراير 1864، وتوفي في 1929.